# Seymouria
Seymouria és un gènere de tetràpode similar als rèptils del Permià inferior de Nord-amèrica i Europa. Era petit i només mesurava seixanta centímetres de llargària. Estava ben adaptat a la vida terrestre, amb molts trets reptilians; de fet, al principi es pensà que era un rèptil primitiu.
El clima sec del Permià estava més adaptat als rèptils que als amfibis i altres tetràpodes més primitius, però Seymouria tenia moltes característiques reptilianes que l'ajudaven en aquest ambient tan ardu. Tenia potes llargues i musclades, i podria haver tingut una pell seca i la capacitat de conservar aigua. Podria haver estat capaç d'eliminar l'excés de sal de la seva sang a través d'una glàndula al nas, com els rèptils actuals. Tot això implica que Seymouria, a diferència d'altres amfibis i tetràpodes primitius, podria haver viscut durant períodes llargs fora de l'aigua. Si fos així, hauria pogut moure's pel terreny en busca d'insectes, petits amfibis i altres possibles preses, com ous de rèptils.
Els mascles tenien cranis gruixuts que podrien haver utilitzat per envestir rivals en lluites per les femelles. Després de l'aparellament, les femelles havien de tornar a l'aigua per pondre els ous. Com en els amfibis, les larves es desenvolupaven dins l'aigua, caçant cucs i insectes fins que eren prou fortes com per viure a la terra ferma. Tot i que no s'han trobat larves de Seymouria, sí que s'han trobat fòssils de larves d'altres espècies de l'ordre Seymouriamorpha, amb marques d'estructures branquials externes com en alguns amfibis.